# Ilyarachna antarctica
Ilyarachna antarctica är en kräftdjursart som beskrevs av Ernst Vanhöffen 1914. Ilyarachna antarctica ingår i släktet Ilyarachna och familjen Munnopsidae. Inga underarter finns listade i Catalogue of Life.